# Сийланд
Княжество Сийланд (на английски: Principality of Sealand) е непризната микродържава в Европа, която претендира за своя територия Roughs Tower, офшорна платформа в Северно море, на около 12 километра от брега на Съфолк. Roughs Tower е неизползвана морска крепост Maunsell, първоначално наречена HM Fort Roughs, построена като платформа за зенитни оръдия от британците по време на Втората световна война.

## География
Разположена е в протока Ламанш, югоизточно от Англия. Днес на платформата живеят постоянно 27 души, а 4-ма имат статут на трайно пребиваващи.

## История
През 1966 г. бившият майор от британската армия Пади Рой Бейтс се заселва заедно със семейството си в изоставената военна платформа Рафс Тауър, намираща се на около 10 км от английския бряг, близо до град Ипсуич. След като се уверява, че тя е извън английски териториални води и де факто не принадлежи на никоя държава, на 2 септември 1967 г. я обявява за независима държава под името Княжество Сийланд, с реална площ 500 кв. м. Едновременно с това приема и името принц Рой I.
През 1968 г. британските власти безуспешно се опитват да си възвърнат Рафт Тауър и изпращат кораб на военноморските сили срещу княжеството. От платформата откриват огън, което веднага дава повод на властите да заведат дело срещу принц Рой. Съдът обаче отказва да даде ход на делото с мотива, че конфликтът е протекъл на територия, която не е под британска юрисдикция.
Това развързва ръцете на принца, като княжеството пуска в обращение и своя валута, наречена сийландски долар, който е приравнен с американския. Сийланд печата и свои собствени марки и монети, които имат стойност най-вече в средите на филателистите и нумизматите. С течение на годините то се сдобива с конституция, флаг и герб, които обаче така и не са признати от никоя държава по света.
През 1978 г. тогавашният премиер на Сийланд Александър Ахенбах прави опит за преврат, докато принцът не е на острова. Опитът е неуспешен и Ахенбах, заедно със своите съучастници, е принуден да избяга в Германия. Там той започва да печата нелегално паспорти на Сийланд, които впоследствие са използвани в редица известни престъпления, от хора, нямащи връзка с него – включително при убийството на Джани Версаче.
От 1999 г. страната се управлява реално от сина на владетеля, който след смъртта на баща си (на 9 октомври 2012 г.) официално се възкачва на престола като принц Майкъл I.
Голям пожар избухва на 23 юни 2006 година вследствие на късо съединение. Нанесени са разрушения на стойност над половин милион английски лири, а платформата е временно евакуирана.

## Икономика
През 2000 г. на платформата е основана компанията „Хейвън“, занимаваща се с хостинг и други интернет-ориентирани услуги. Намеренията на принц Майкъл са да изгради казино, обсъжда се възможността там да бъдат разположени сървърите на нашумелия сайт Уикилийкс.
Посещенията до острова без изричното разрешение на член на семейството Бейтс са забранени и по действащата конституция на Сийланд (състояща се от 7 точки) се считат за незаконни.